# Sphaerocystidaceae
Sphaerocystidaceae, porodica zelenih alga iz reda Chlamydomonadales. Postoji desetak priznatih vrsta (17) u sedam rodova.

## Rodovi
1. Dictyochlorella P.C.Silva, 3
2. Heleochloris Korshikov, 3
3. Korschpalmella Fott, 2
4. Planctococcus Korshikov, 1
5. Planochloris Komárek, 1
6. Sphaerocystis Chodat, 3
7. Topaczevskiella Massjuk, 1

## Vanjske poveznice
|  | Zajednički poslužitelj ima još gradiva o temi Sphaerocystidaceae |
|  | Wikivrste imaju podatke o taksonu Sphaerocystidaceae             |